# Tracy G
Tracy G, eller Tracy Grijalva, född 3 januari 1959 i Whittier, Kalifornien, är en amerikansk metalgitarrist. Han är mest känd för att ha spelat i bandet Dio mellan 1993 och 1999.